# Estación de Ans
La estación de Ans es una estación de tren belga situada en Ans, en la provincia de Lieja, región Valona.
Pertenece a la línea  de S-Trein Lieja.

## Situación ferroviaria
La estación se encuentra en la línea 36 (Bruselas-Lieja).

## Intermodalidad
| Línea | Procedencia | Parada      | Destino  |
| ----- | ----------- | ----------- | -------- |
| 87    | LIERS Gare  | ANS Gare IC | ANS Gare |